# Ottleya mearnsii
Ottleya mearnsii là một loài thực vật có hoa trong họ Đậu. Loài này được (Britton) D.D.Sokoloff mô tả khoa học đầu tiên.